# Publikation von Gerichtsentscheidungen
Die Publikation von Gerichtsentscheidungen betrifft die Veröffentlichung gerichtlicher Entscheidungen, sei es vollständig (in Deutschland: mit Tenor, Tatbestand und Entscheidungsgründen) oder von den jeweiligen Herausgebern mehr oder weniger stark gekürzt und redaktionell bearbeitet. Häufig wird der Entscheidung auch ein Leitsatz vorangestellt; zuweilen wird nur der Leitsatz veröffentlicht.
Die Veröffentlichungspraxis in den verschiedenen nationalen Rechtsordnungen unterscheidet sich nach Art, Umfang und Zugangswegen erheblich. Gleiches gilt für die zugrundeliegenden rechtlichen Regelungen. So sind Gerichtsentscheidungen in vielen Ländern vom Urheberrechtsschutz freigestellt, damit sie beliebig verbreitet werden können.
Grundsätzlich wird in der Rechtsprechung und der juristischen Literatur sowie in der öffentlichen Debatte die größtmögliche Publizität von Gerichtsentscheidungen gefordert. Alle die Öffentlichkeit interessierenden Urteile (und andere Formen von Entscheidungen z. B. Gerichtsbeschlüsse) sollen veröffentlicht werden. In neuerer Zeit wird zunehmend darauf verwiesen, dass eine Publikation im Internet dieser Publizitätspflicht am besten genüge.
Gerichtsentscheidungen werden üblicherweise veröffentlicht in:
- juristischen und anderen Fachzeitschriften,
- von den Gerichten oder privaten Verlagen herausgegebenen Entscheidungssammlungen,
- in der Fachpresse, kaum in der Tagespresse,
- in kostenpflichtigen Internet-Datenbanken,
- in kostenlosen Internetdatenbanken und auf Websites.

Nur ein kleiner Teil der insgesamt ergehenden Gerichtsentscheidungen wird tatsächlich veröffentlicht, mit großen Unterschieden je nach Gerichtsinstanz.

## Deutschland

### Geschichte
Die Entstehung gerichtlicher Entscheidungssammlungen – Voraussetzung für das moderne Veröffentlichungswesen – speist sich aus zwei historischen Quellen: der Begründungspflicht für gerichtliche Entscheidungen und der Führung von Gerichtsbüchern.
Schriftliche Urteilsbegründungen – anfangs nur in der Unterinstanz und nicht für die Prozessparteien oder gar die Öffentlichkeit gedacht, sondern für die höhere Instanz im Rechtsmittelverfahren – gibt es erst seit der Neuzeit. In Deutschland findet sich die Begründungspflicht erstmals wohl im Württembergischen Landrecht von 1610.
Gerichtsbücher (Stadtbücher, Schöffenbücher) mit der Verzeichnung der Streitparteien eines Prozesses und des Urteilsausspruches gibt es schon seit dem 13. Jahrhundert. Auch sie dienten lange nur gerichtsinternen und archivarischen Zwecken.
Beide Entwicklungslinien verbanden sich allmählich. In Preußen beispielsweise wurde die allgemeine und ausnahmslose Begründungspflicht 1831 eingeführt. und ab 1837 erschienen dort im amtlichen Auftrag und redaktionell bearbeitet die für die Öffentlichkeit bestimmten Entscheidungen des Königlichen Geheimen Ober-Tribunals. Das Reichsgericht und der Bundesgerichtshof veranlassten von Anfang an für die Öffentlichkeit bestimmte Sammlungen der für die Rechtspraxis besonders bedeutsamen Entscheidungen: Entscheidungen des Reichsgerichts in Zivilsachen (RGZ) und Entscheidungen des Reichsgerichts in Strafsachen (RGSt) seit 1879 mit 173 bzw. 77 Bänden bis 1945 sowie Entscheidungen des Bundesgerichtshofs in Zivilsachen (BGHZ) und Entscheidungen des Bundesgerichtshofs in Strafsachen (BGHSt) seit 1951. Auch andere Gerichte führen eigene Entscheidungssammlungen oder ermöglichen anderweitige Veröffentlichung.

### Rechtslage
1997 führte das Bundesverwaltungsgericht aus, daß allen Gerichten […] kraft Bundesverfassungsrechts die Aufgabe obliegt, die Entscheidungen ihrer Spruchkörper der Öffentlichkeit zugänglich zu machen. Insoweit handelt es sich bei der Veröffentlichung von Gerichtsentscheidungen um eine öffentliche Aufgabe. Sie erfaßt alle Entscheidungen, an deren Veröffentlichung die Öffentlichkeit ein Interesse hat oder haben kann.
Zur Begründung heißt es dort: Diese Pflicht folgt aus dem Rechtsstaatsgebot einschließlich der Justizgewährungspflicht, dem Demokratiegebot und auch aus dem Grundsatz der Gewaltenteilung: Gerichtliche Entscheidungen konkretisieren die Regelungen der Gesetze; auch bilden sie das Recht fort (vgl. auch § 132 Abs. 4 GVG). Schon von daher kommt der Veröffentlichung von Gerichtsentscheidungen eine der Verkündung von Rechtsnormen vergleichbare Bedeutung zu. Der Bürger muß zumal in einer zunehmend komplexen Rechtsordnung zuverlässig in Erfahrung bringen können, welche Rechte er hat und welche Pflichten ihm obliegen; die Möglichkeiten und Aussichten eines Individualrechtsschutzes müssen für ihn annähernd vorhersehbar sein. Ohne ausreichende Publizität der Rechtsprechung ist dies nicht möglich. Rechtsprechung im demokratischen Rechtsstaat und zumal in einer Informationsgesellschaft muß sich – wie die anderen Staatsgewalten – darüber hinaus auch der öffentlichen Kritik stellen. Dabei geht es nicht nur darum, daß in der Öffentlichkeit eine bestimmte Entwicklung der Rechtsprechung als Fehlentwicklung in Frage gestellt werden kann. Dem Staatsbürger müssen die maßgeblichen Entscheidungen auch deshalb zugänglich sein, damit er überhaupt in der Lage ist, auf eine nach seiner Auffassung bedenkliche Rechtsentwicklung mit dem Ziel einer (Gesetzes-)Änderung einwirken zu können. Das Demokratiegebot wie auch das Prinzip der gegenseitigen Gewaltenhemmung, das dem Grundsatz der Gewaltenteilung zu eigen ist, erfordern es, daß auch über die öffentliche Meinungsbildung ein Anstoß zu einer parlamentarischen Korrektur der Ergebnisse möglich sein muß, mit denen die rechtsprechende Gewalt zur Rechtsentwicklung beiträgt. Nicht zuletzt dient es auch der Funktionsfähigkeit der Rechtspflege für die Aufgabe der Fortentwicklung des Rechts, wenn über die Veröffentlichung von Gerichtsentscheidungen eine fachwissenschaftliche Diskussion ermöglicht wird.

#### Veröffentlichungspraxis
In einem Aufsatz über LexisNexis Deutschland in JurPC wurde 2005 festgestellt, dass die Publikationsdichte in Deutschland sehr gering sei. Es wird dort Bezug genommen auf die Untersuchung von Walker 1998 (siehe Weblinks) für den Zeitraum 1987 bis 1993. Danach lag der Anteil der veröffentlichten Urteile an allen erledigten Verfahren bei rund 0,5 %. Bei den Instanzen gibt es große Unterschiede. Während z. B. Amtsgerichte sehr selten Entscheidungen veröffentlichen, kam eine Studie von 1994 hinsichtlich des Bundesverfassungsgerichts auf eine Quote von 30 %. Diese dürfte sich durch die kostenfreie Internetpublikation auf der Website des Gerichts erheblich erhöht haben, wenngleich zu beachten bleibt, dass die Entscheidungen des Gerichts dort auch nur in einer – nicht näher begründeten – Auswahl eingestellt werden.

#### Anonymisierung
Von den Gerichten abgegebene oder selbst veröffentlichte Entscheidungsabdrucke sind in der Regel anonymisiert und neutralisiert, d. h., es sind im Wesentlichen die Namen der Verfahrensbeteiligten unkenntlich gemacht worden. Dies erfolgt aus Gründen des Datenschutzes sowie aufgrund anderer schutzwürdiger Rechte. Von der Anonymisierung und Neutralisierung geht auch das Bundesverwaltungsgericht in seiner genannten Entscheidung aus.
Gegen die herrschende Meinung hat Knerr 2004 mit Blick auf das prozessuale Öffentlichkeitsprinzip Zweifel angemeldet.

#### Urheberrecht
Gemäß § 5 Abs. 1 UrhG über Amtliche Werke genießen Entscheidungen und amtlich verfasste Leitsätze keinen urheberrechtlichen Schutz.
Zu den amtlich verfassten Leitsätzen stellte der Bundesgerichtshof fest: Als amtlich verfaßt im Sinne des § 5 Abs. 1 UrhG ist ein Leitsatz dann anzusehen, wenn er von einem Mitglied des Spruchkörpers mit dessen Billigung formuliert und der Öffentlichkeit zugänglich gemacht worden ist. Unerheblich ist, ob eine dienstliche Verpflichtung zur Abfassung von Leitsätzen besteht. Entscheidend ist allein, ob der Inhalt der Verlautbarung erkennbar dem Gericht zuzurechnen ist, also vom Träger der öffentlichen Gewalt herrührt.
Entscheidungsdatenbanken von Gerichten sind nach herrschender Auffassung keine amtlichen Werke. Ob sie dem Datenbankschutz nach den §§ 87a ff. UrhG (siehe auch Datenbankwerk) unterliegen, ist umstritten. Nach der Entscheidung des Bundesgerichtshofs im Fall "sächsischer Ausschreibungsdienst" können auch Datenbanken amtlich im Sinne von § 5 UrhG sein. Die üblicherweise angebrachte Formulierung Jede Form der kommerziellen Nutzung bedarf der vorherigen Zustimmung des Gerichts wird daher von Kritikern als Schutzrechtsberühmung verurteilt.

#### Abgabe von Entscheidungen
Privatpersonen, die nicht am Verfahren beteiligt sind, können anonymisierte und neutralisierte Entscheidungsabdrucke erhalten. Während früher die Berechnung meist seitenweise (0,50 Euro je Seite) erfolgte, werden inzwischen auch Pauschalgebühren je Entscheidung erhoben (beim Landesarbeitsgericht Köln 12,50 Euro pro Entscheidung, beim Verwaltungsgerichtshof Bayern 7,50 Euro pro Entscheidung bei Übersendung per E-Mail, beim Landgericht Hamburg zwischen 0,50 Euro und 10,00 Euro pro Entscheidung). Angesichts der sehr zögerlichen Einstellung der Entscheidungen ins Internet halten Kritiker diese Kostengestaltung für prohibitiv.
In Fachzeitschriften oder Entscheidungssammlungen veröffentlichte ältere Entscheidungen können in Bibliotheken kostenlos eingesehen und mit den üblichen Kopierkosten vervielfältigt werden.
Weigert sich ein Gericht, eine Entscheidung zur Verfügung zu stellen, liegt auf dem Gebiet des Zivilrechts ein Justizverwaltungsakt vor, gegen den gemäß § 23 EGGVG vorgegangen werden kann.
Üblicherweise verlangen Gerichte die Angabe des Aktenzeichens bei der Anforderung von Entscheidungen.

### Bildbeispiel eines anonymisierten Entscheidungsabdrucks (einstweilige Verfügung)

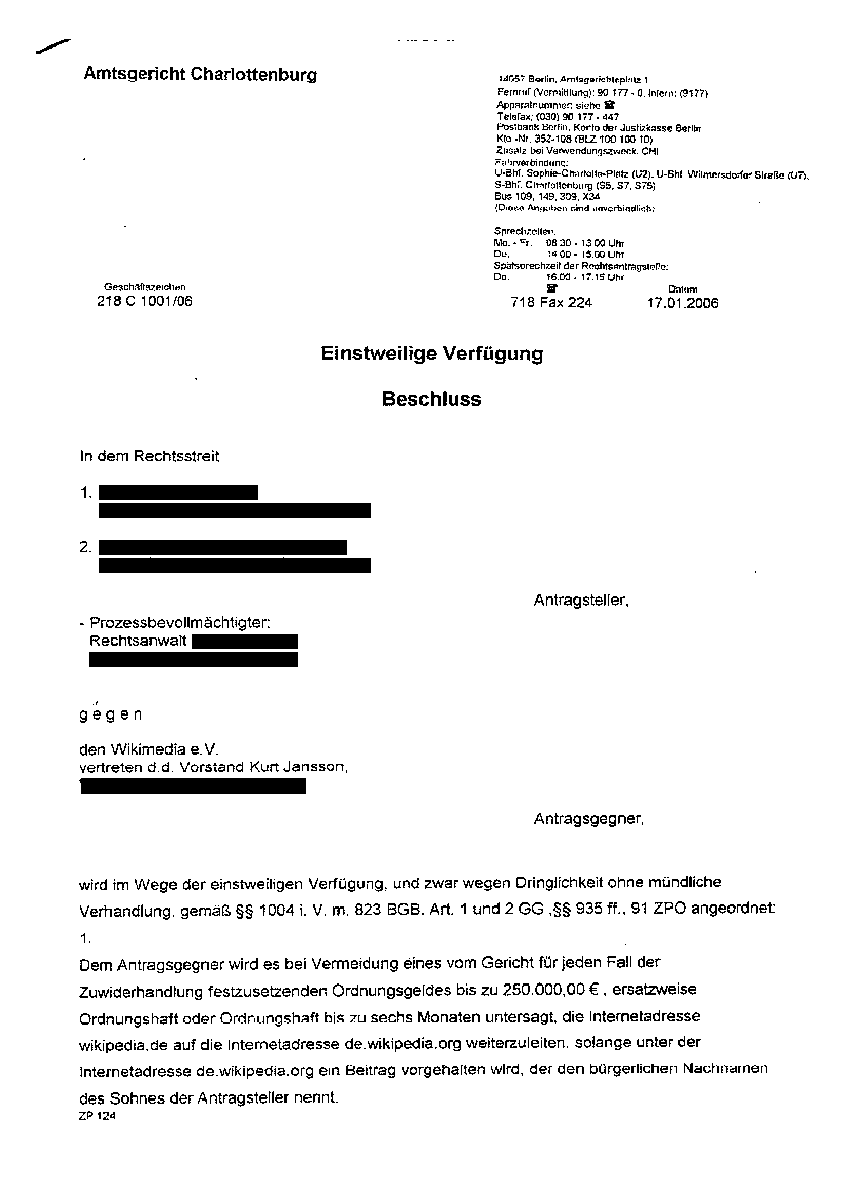
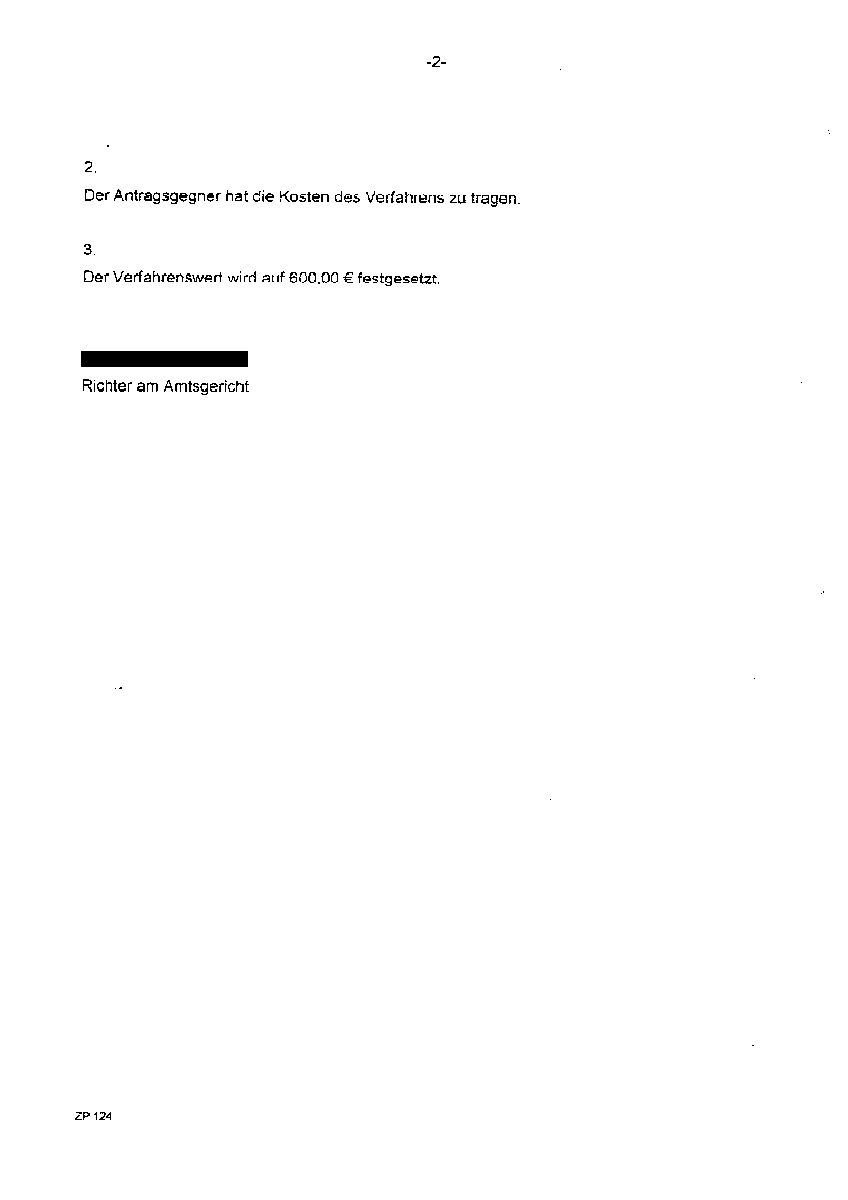

## Bedeutende Entscheidungssammlungen im deutschen Sprachbereich
| Jahr | ab Band      | ab Band  | ab Band  | ab Band    | ab Band  | ab Band  | ab Band | ab Band | ab Band | ab Band | ab Band |
|      | RGZ          | RGSt     | RAG      | PrOVG      | RVA      | RFH      | StGH    | SZ      | KH      | RG      | BGE     |
| 1880 | 1            | 1        |          | 6          |          |          | in RGZ  | 18      | 2       | 5       | 6       |
| 1890 | 24           | 20       |          | 19         |          |          |         | 28      | 11      | 9       | 16      |
| 1900 | 45           | 33       |          | 36         |          |          |         | 37      | nF 1    | 11      | 26      |
| 1910 | 72           | 43       |          | 55         |          |          |         | 47      | nF 11   | 15      | 36      |
| 1920 | 97           | 54       |          | 75         | 11       | 2        |         | 2       | SSt 1   | VfSlg 2 | 46      |
| 1930 | 127          | 63       | 5        | 85         | 26       | 26       | 127     | 12      | 10      | nF 9    | 56      |
| 1940 | 162 (−172)   | 74 (−77) | 22 (−27) | 105 (−106) | 46 (−51) | 48 (−54) |         |         |         |         | 66      |
|      | BGHZ         | BGHSt    | BAGE     | BVerwGE    | BSGE     | BFHE     | BVerfGE | SZ      | SSt     | VfSlg   | BGE     |
| 1950 | 1            | 1        |          |            |          | 55       |         | 23      | 21      | 15      | 76      |
| 1960 | 31           | 13       | 8        | 10         | 11       | 70       | 10      | 33      | 31      | 25      | 86      |
| 1970 | 53           | 23       | 22       | 35         | 30       | 97       | 27      | 43      | 41      | 35      | 96      |
| 1980 | 76           | 29       | 32       | 59         | 49       | 129      | 53      | 53      | 51      | 45      | 106     |
| 1990 | 110          | 37       | 64       | 84         | 66       | 159      | 81      | 63      | 61      | 55      | 116     |
| 2000 | 143          | 45       | 93       | 110        | 85       | 191      | 101     | 73      | 63      | 65      | 126     |
| 2010 | 183          | 54       | 133      | 136        | 105      | 228      | 125     | 2010    | 2010    | 75      | 136     |
| 2020 | 224          | 64       | 170      | 167        | 129      | 267      | 152     | 2020    | 2020    | 85      | 146     |
|      | systematisch |          |          |            |          |          |         |         |         |         |         |
|      | LM, BGHR     | LM, BGHR | AP, EzA  | Buchholz   | SozR     | BFH-N    | NBVerfG |         |         |         |         |

## Europäische Union
Beim Gerichtshof der Europäischen Union (EuGH) besteht seit 2024 die Datenbank Justizielles Netzwerk der Europäischen Union (JNEU), die auch vom Bundesverfassungsgericht und den fünf obersten Bundesgerichten Deutschlands beschickt wird.

## Kostenfreie Datenbanken im deutschen Sprachbereich
| Gebiet | Link                                  | Nachweise zum 1. Januar 2022 |
| ------ | ------------------------------------- | ---------------------------- |
| AT     | ris.bka.gv.at/Judikatur (RIS)         | 578.922 (RS: 545.179)        |
| AT     | findok.bmf.gv.at (BFG/UFS)            | 71.253                       |
| CH     | entscheidsuche.ch                     | 606.740                      |
| DE     | rechtsprechung-im-internet.de (Bund)  | 60.053                       |
| DE     | rewis.io                              | 210.000                      |
| DE     | openJur                               | 600.000                      |
| DE     | openlegaldata.io                      | 251.038                      |
| DE-BW  | landesrecht-bw.de                     | 20.260                       |
| DE-BY  | gesetze-bayern.de                     | 28.568                       |
| DE-BE  | gesetze.berlin.de                     | 21.760                       |
| DE-BB  | gerichtsentscheidungen.brandenburg.de | 19.543                       |
| DE-HH  | landesrecht-hamburg.de                | 8.399                        |
| DE-HE  | lareda.hessenrecht.hessen.de          | 40.531                       |
| DE-MV  | landesrecht-mv.de                     | 3.913                        |
| DE-NI  | rechtsprechung.niedersachsen.de       | 28.409                       |
| DE-NW  | justiz.nrw.de                         | 175.596                      |
| DE-RP  | landesrecht.rlp.de                    | 17.821                       |
| DE-SL  | recht.saarland.de                     | 5.497                        |
| DE-ST  | landesrecht.sachsen-anhalt.de         | 10.831                       |
| DE-SH  | gesetze-rechtsprechung.sh.juris.de    | 6.574                        |
| DE-TH  | landesrecht.thueringen.de             | 3.428                        |